# Bronagh Gallagher
 (octobre 2008).
Si vous disposez d'ouvrages ou d'articles de référence ou si vous connaissez des sites web de qualité traitant du thème abordé ici, merci de compléter l'article en donnant les références utiles à sa vérifiabilité et en les liant à la section « Notes et références ».
Pour les articles homonymes, voir Gallagher.
Bronagh Gallagher, née en 1972 à Derry, est une actrice et chanteuse nord-irlandaise. En 2020, elle figure sur la liste des 50 meilleurs acteurs irlandais du journal The Irish Times.

## Biographie
Ses parents sont catholiques. Elle grandit avec ses nombreux frères et sœurs. Ses parents lui transmettent leur passion de la musique. Elle étudie à la Nazareth House Primary puis au St. Mary's College à Creggan, où on lui conseille de devenir actrice. À ce moment-là elle fait de petits jobs de vendeuse dans des friperies, tout en s'investissant dans des activités musicales et dramatiques : elle fait partie d'une troupe amateur, the Oakgrove Theatre Company, et fait les chœurs dans le groupe local the Listener.

## Carrière
Bronagh Gallagher joue à 17 ans dans le téléfilm Dear Sarah. C'est deux ans plus tard qu'elle se fait connaître dans Les Commitments (1991). Elle y incarne le personnage de Bernie McGloughlin, une des choristes du groupe soul irlandais, devant jongler entre sa passion et les impératifs de sa condition sociale (sœur aînée d'une famille nombreuse prolétaire et vendeuse de fish and chips).
Elle fait par la suite de multiples apparitions, notamment dans Thunderpants (la mère d'un petit garçon pétomane délaissée par son mari), You, Me and Marley, Divorcing Jack, Pulp Fiction (l'amie de Jodi, la femme au piercing du dealer de Vincent Vega), et Star Wars, épisode I : La Menace fantôme (la commandante du vaisseau Radiant VIII).
En 1996, pour le centenaire du cinéma, un timbre irlandais est frappé à son effigie. Elle joue également le rôle d'Annie, une domestique partageant sa chambre avec Julia Roberts, elle aussi domestique, dans le film Mary Reilly de Stephen Frears, une adaptation du roman éponyme de Valerie Martin, lui-même adapté de la nouvelle L'Étrange Cas du docteur Jekyll et de M. Hyde, de Robert Louis Stevenson.
En 2006, elle joue dans la production de Ridley et Tony Scott, Tristan et Yseult, en y interprétant le rôle de Brangian, la servante d' Yseult.
En 2008, elle interprète la collègue et amie d'Emma Thompson dans la comédie romantique Last Chance for Love.
En 2009, elle interprète une diseuse de bonne aventure payée par Holmes pour lire son (faux) avenir à John Watson dans Sherlock Holmes de Guy Ritchie.
En 2010, elle apparaît dans le film de Stephen Frears, Tamara Drewe, elle est une des écrivains en résidence littéraire.
En 2017 Bronagh Gallagher tient un rôle dans Retour à Montauk de Volker Schlöndorff, un film dramatique dont le scénario est tiré du roman Montauk de Max Frisch.

## Filmographie

### Cinéma
- 1991 : Les Commitments d'Alan Parker
- 1994 : Pulp Fiction de Quentin Tarantino
- 1996 : Mary Reilly de Stephen Frears
- 1999 : Star Wars, épisode I : La Menace fantôme de George Lucas
- 2006 : Tristan & Yseult de Kevin Reynolds
- 2009 : Sherlock Holmes de Guy Ritchie
- 2010 : Tamara Drewe de Stephen Frears
- 2011 : Albert Nobbs de Rodrigo García
- 2017 : Retour à Montauk de Volker Schlöndorff
- 2018 : Le Cercle littéraire de Guernesey de Mike Newell
- 2019 : The Personal History of David Copperfield d'Armando Iannucci
- 2019 : A Bump along the way de Shelly Love
- 2023 : Dance First de James Marsh
- 2024 : The End de Joshua Oppenheimer

### Télévision
- 2005 : Le Train bleu, épisode 1 saison 10 de la série Hercule Poirot : Ada Mason
- 2013 : L'Enfant de personne : Gwen
- 2019: Brassic : 5 saisons: Carol

## Théâtre
Elle joue Columbia (la groupie rock'n'roll) dans The Rocky Horror Picture Show dans le montage de la comédie à Dublin. Elle joue dans plusieurs productions du Theatre de Complicite, dont La Rue des crocodiles et Le Cercle de craie caucasien de Bertolt Brecht.

## Musique
Choriste soul depuis son adolescence, elle accompagne en 2000 Andy White en tournée italienne, en tant que batteuse. Elle se lance au début des années 2000 dans une carrière musicale professionnelle, au chant, aux percussions et à la composition. Son premier album, Precious Soul, est produit en 2004 par John Reynolds sur le label Salty Dog Records et comprend l'intervention de Brian Eno sur deux titres.

### Discographie
- Precious Soul, 2004
- Bronagh Gallagher, 2012
- Gather Your Greatness, 2016[4]